# Stadion Aldo Drosina
Het Stadion Aldo Drosina is een voetbalstadion in de Kroatische stad Pula. In het stadion spelen NK Istra 1961 en NK Istra Pula haar thuiswedstrijden. Het stadion biedt plaats aan 9.200 toeschouwers. Tijdens een grondige renovatie tussen 2009 en 2011 was het stadion tijdelijk gesloten. Het stadion is vernoemd naar Aldo Drosina, een voormalig voetballer en coach uit Pula.

## Interlands
Het Kroatisch voetbalelftal speelde enkele interlands in het stadion.
| 1. | 29 mei 1998      | Kroatië – Slowakije | 1 – 2 | Vriendschappelijk | 10.360 |
| 2. | 9 februari 2011  | Kroatië – Tsjechië  | 4 – 2 | Vriendschappelijk | 9.056  |
| 3. | 25 mei 2012      | Kroatië – Estland   | 3 – 1 | Vriendschappelijk | 7.668  |
| 4. | 4 september 2014 | Kroatië – Cyprus    | 2 – 0 | Vriendschappelijk | 6.000  |
| 5. | 19 november 2019 | Kroatië – Georgië   | 2 – 1 | Vriendschappelijk | 5.072  |

Stadion Aldo Drosina (NK Istra 1961) ·
Gradski Stadion (NK Slaven Belupo) ·
Stadion Rujevica (HNK Rijeka) ·
Stadion Kranjčevićeva (NK Lokomotiva Zagreb) ·
Maksimirstadion (GNK Dinamo Zagreb) ·
Opus Arena (NK Osijek) ·
Stadion Kranjčevićeva (NK Rudeš) ·
Poljudstadion (HNK Hajduk Split) ·
Gradski Stadion (HNK Gorica) ·
Varteksstadion (NK Varaždin)
Stadion BSK (BSK Bijelo Brdo) · 
Cibaliastadion (Cibalia Vinkovci) ·
Stadion Marijan Šuto Mrma (NK Croatia Zmijavci) ·
Stadion NŠC Stjepan Spajić (NK Dubrava) ·
Stadion Hrvatski vitezovi (NK Dugopolje) ·
Ivan Laljak-Ivićstadion (NK Jarun) ·
Stadion Krimeja (HNK Orijent) ·
Stadion sv. Josipa Radnika (NK Sesvete) ·
Stadion Hrvatski vitezovi (NK Solin) ·
Stadion Šubićevac (HNK Šibenik) ·
Stadion u Borovu naselju (HNK Vukovar 1991) ·
Stadion Gradski vrt (NK Zrinski Osječko 1664)